# Bingu wa Mutharika
Bingu wa Mutharika (pseudònim de Brightson Webster Ryson Thom) (Thyolo, 24 de febrer de 1934 – Lilongwe, 5 d'abril de 2012) fou un economista i polític de Malawi, que en fou President des del maig del 2004 fins a la seva mort. Durant el seu mandat, va presidir la Unió Africana del 2010 al 2011, i també se li coneixen diversos conflictes interns. Va morir d'un atac de cor.